# Пелагалли, Амброджо
Амбро́джо Пелага́лли (итал. Ambrogio Pelagalli; 15 февраля 1940, Пьеве-Порто-Мороне — 25 марта 2024) — итальянский футболист, выступал на позиции защитника и полузащитника.

## Клубная карьера
Родился 15 февраля 1940 года в городе Пьеве-Порто-Мороне. Воспитанник «Милана», с которым одержал победу в двух Турнирах Виареджо (1959 и 1960). В Серии А дебютировал в возрасте 20 лет, 29 мая 1960 года в домашней победе над СПАЛом, так и оставшимся для футболиста единственным в том сезоне и после его окончания Амброджо отдали в аренду в «Аталанту». Вернувшись в лагерь «россонери», Пелагалли стал незаменным игроком основы на пять сезонов. За это время завоевал титул чемпиона Италии, становился обладателем Кубка чемпионов УЕФА.
В 1966 году Пелагалли перешёл в «Аталанту», где провёл один сезон, после чего отправился в «Рому» по просьбе тренера Оронцо Пульезе. Здесь проводит один сезон. После окончания чемпионата Пелагалли вернулся в «Аталанту», где провёл еще 2 года.
После этого полузащитник три года выступал в Серии В за «Таранто», где в 1971 году даже недолго был играющим тренером после увольнения Коррадо Вичиани. В состоянии «россобла» он провёл в общей сложности 107 игр. В 1973 году отправляется в Серию С, где выступает один сезон за «Пьяченцу».
Завершил профессиональную игровую карьеру в любительском клубе «Меда», где был капитаном и играющим тренером команды. В общей сложности за время своей карьеры он провёл 235 матчей и 6 голов в Серии А и 139 игр в Серии В.

## Карьера в сборной
В течение 1959—1960 годов привлекался в состав молодёжной сборной Италии. На молодёжном уровне сыграл в 8 официальных матчах и одержал победу в Средиземноморских играх 1959.
В составе сборной был участником футбольного турнира на Олимпийских играх 1960 в Риме, где итальянцы заняли 4 место.

## Тренерская карьера
После работы играющим тренером в «Таранто» и «Меде» Пелагалли продолжил работать тренером, возглавляя ряд низших команд, но серьёзных результатов с ними так и не достиг. Последним местом тренерской работы Пелагалли был клуб «Пергокрема» из Серии С2, главным тренером которого Амброджо был недолго в 1996 году.